# Disdrometro

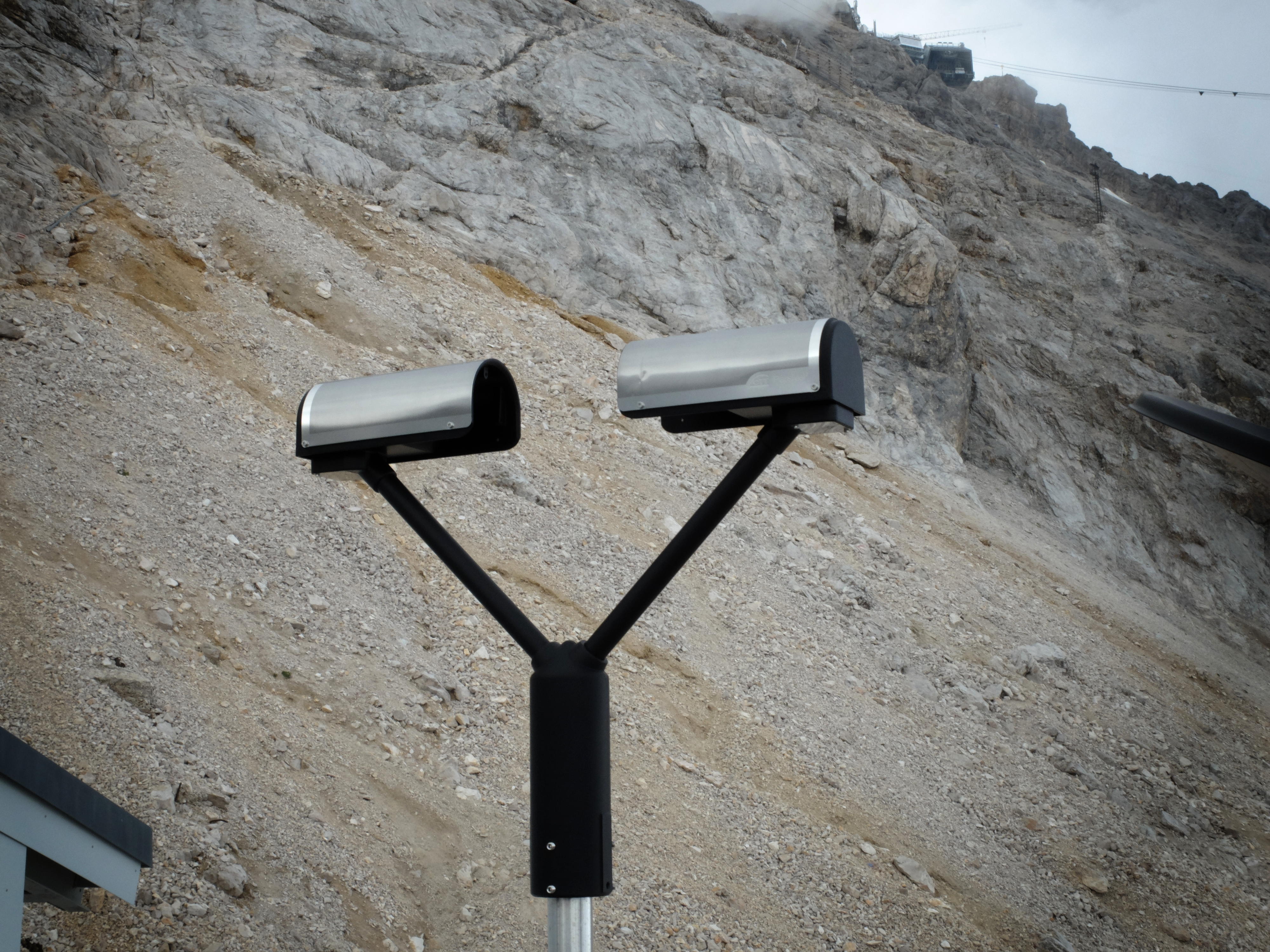
Un didsometro ottico a laser

Il disdrometro (dall'inglese Drop Size Distribution Meter, o misuratore della distribuzione della grandezza delle gocce) è uno strumento meteorologico utile a classificare il tipo di idrometeora durante una precipitazione atmosferica a seconda del diametro e velocità di caduta delle precipitazioni al suolo.

## Funzionamento
Esistono due tipologie principali di disdrometri:
- I disdrometri meccanici consistono di un apparato a membrane sulle quali cadono le idrometeore; la misurazione avviene a seconda della forza e vibrazioni causate dall'impatto.
- I disdrometri ottici utilizzano due telecamere opposte che emettono e ricevono dei fasci a laser per misurare direttamente la grandezza e velocità delle idrometeore mentre cadono nell'atmosfera.

Il risultato delle misurazioni viene in genere riportato su un grafico che mostra il diametro delle gocce sull'asse delle ascisse e la loro velocità di caduta sull'asse delle ordinate. A seconda della combinazione di questi due dati si possono classificare le precipitazioni fra pioggia, neve, graupel e grandine.

## Utilizzo
È presente nelle stazioni meteorologiche più avanzate e automatiche, che non richiedono un osservatore presente per categorizzare il tipo di precipitazione. Trova applicazione ad esempio nel campo dell'aeronautica, dove risulta uno strumento utile per la sicurezza negli aeroporti, ed anche nell'idrologia.